# House of Black
L'Hounds of Hell è una stable di wrestling attiva dal 2021 nella All Elite Wrestling, composto da Brody King, Buddy Matthews e Julia Hart e hanno detenuto una volta l'AEW World Trios Championship. Fino al gennaio 2025 ha fatto parte della stable anche Malakai Black.

## Storia
Nell'episodio di Dynamite del 12 gennaio 2022, Brody King debuttò nella All Elite Wrestling e si alleò con Black, riformando i "Kings of the Black Throne" (tag team già visto nella Pro Wrestling Guerrilla). Successivamente il nome fu cambiato in House of Black. Nell'edizione del 23 febbraio 2022 di Dynamite, Buddy Matthews si unì alla stable e vinse il suo primo match nel buy-in di Revolution, dove batterono Pac, Penta Oscuro e Erick Redbeard.
L'8 aprile 2022, Black sputò il black mist in faccia a Julia Hart, costringendola ad indossare una benda sull'occhio (che copriva una macchia scura che cresceva ogni settimana) e mostrando ostilità ai suoi alleati Varsity Blondes. A Double or Nothing, la House of Black affrontò il Death Triangle e durante l'incontro, Julia Hart spruzzò il black mist su Pac, sancendo il suo ingresso nella stable.
Il 5 marzo 2023 a Revolution batterono l'Elite e conquistarono l'AEW World Trios Championship.

## Nel wrestling

### Mosse finali
- In coppia
  - Dante's Inferno (Suplex di Matthews e Gonzo Bomb di King)
- Malakai Black
  - House of Black (Spin kick)

- Brody King
  - Gonzo Bomb (Over The Shoulder Reverse Piledriver)

- Buddy Matthews
  - Murphy's Law (pumphandle half Nelson Death Valley driver)

## Titoli e riconoscimenti
- All Elite Wrestling
  - AEW World Trios Championship (1)[3]